# جروژ
جروژ (به ارمنی: Ջրվեժ) به معنی آبشار، یک شهر در ارمنستان است که در استان کوتایک واقع شده‌است.    در  کیلومتری شمال هرازدان، مرکز استان کوتایک واقع شده است.

## خصوصیات
جروژ  ۷٬۲۲۶ نفر جمعیت دارد و در ارتفاع  متر بالاتر از سطح دریا قرار گرفته است.

## نگارخانه

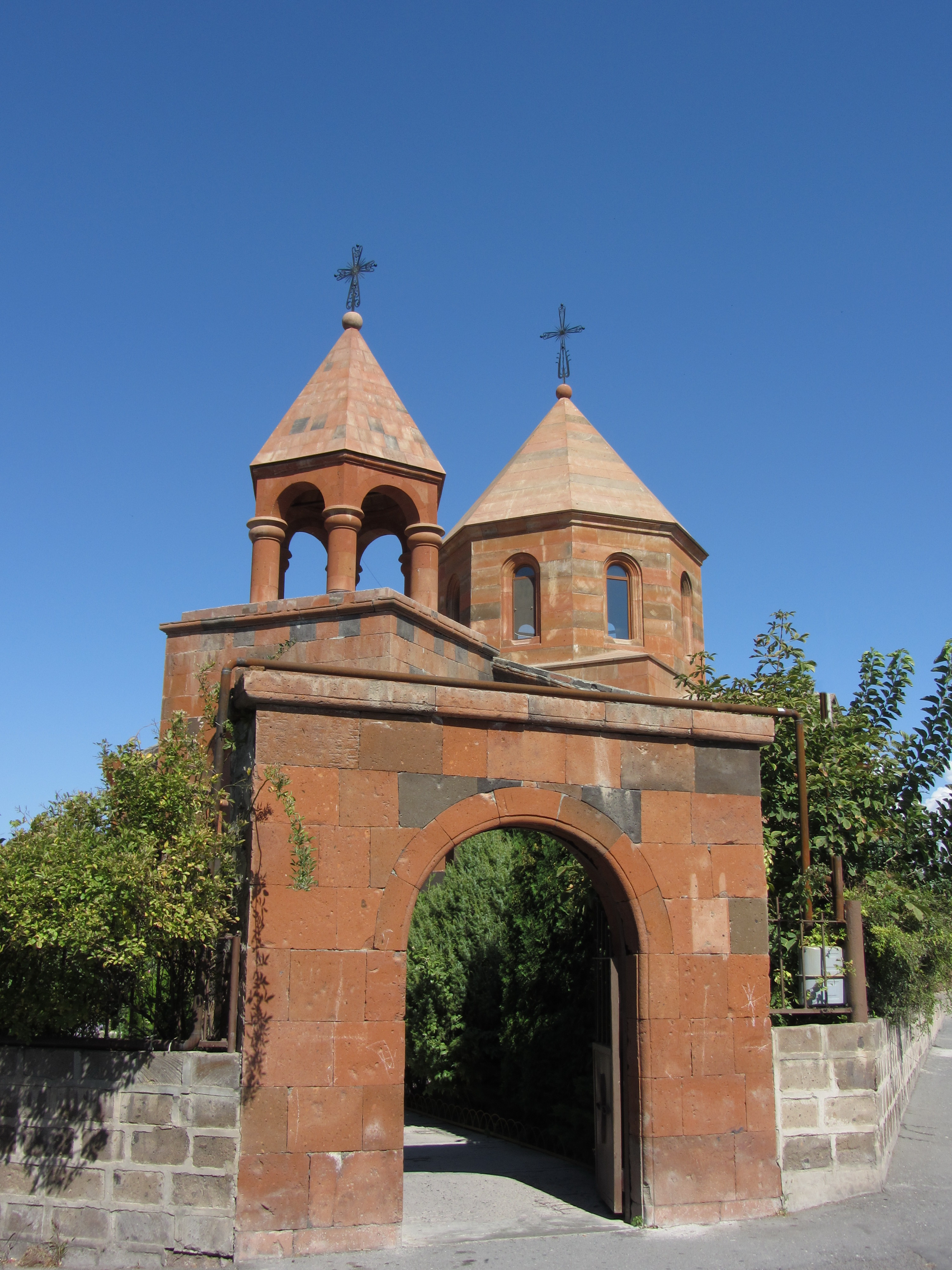
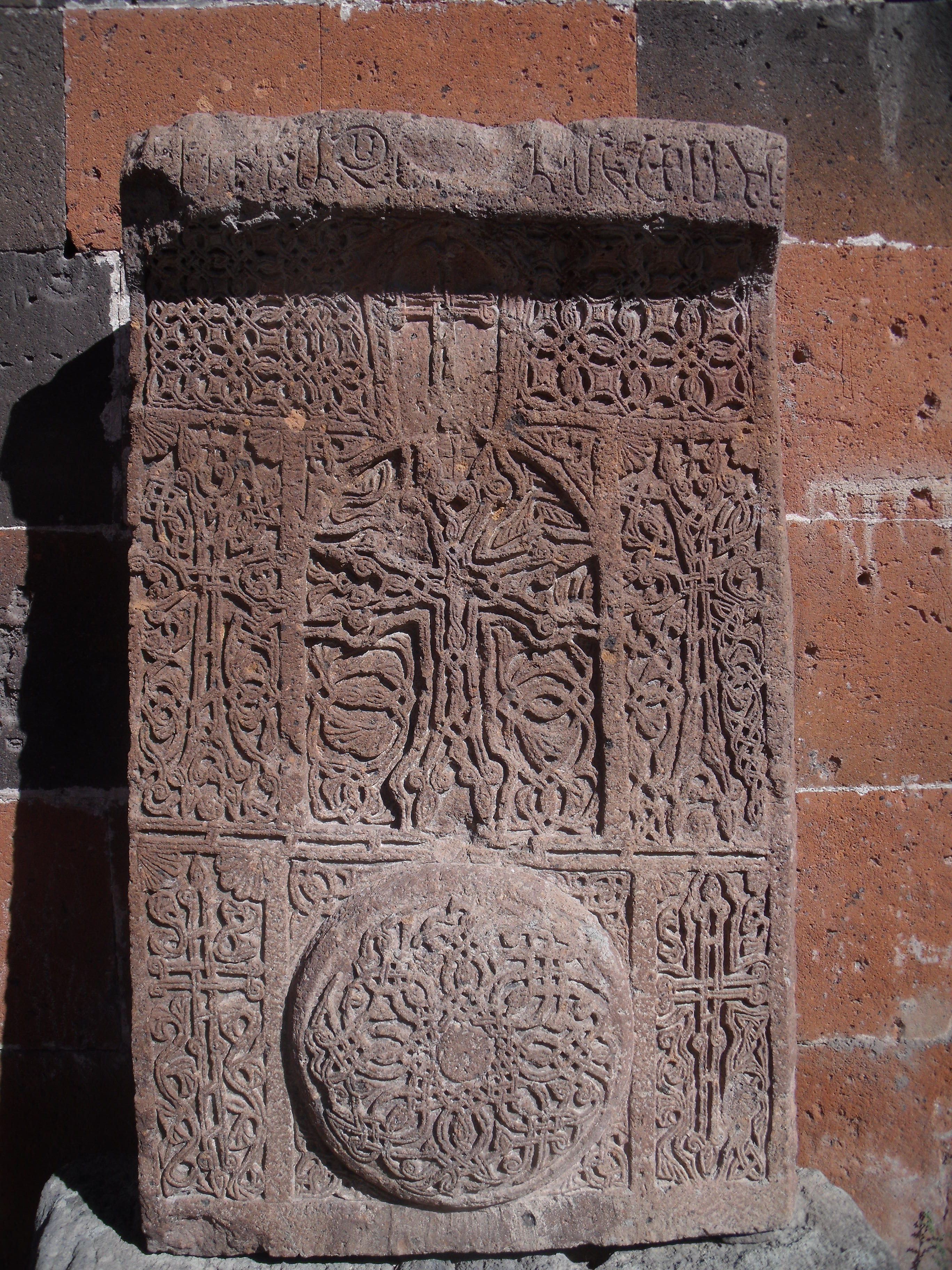